# Parvin Etesami
Parvin Etesami (perz.: پروین اعتصامی; Tabriz, 17. ožujka 1907. − Kom, 5. travnja 1941.), iranska je književnica. Čuvena je pjesnikinja i veliko ime perzijske književnosti.

## Životopis
Parvin Etesami je rođena je 17. ožujka 1907. godine u Tabrizu. Tijekom djetinjstva s ocem je došla u Teheran. Perzijsku i arapsku književnost je učila od oca, a u dobi od osam godina počela je pisati svoju poeziju. 
Godine 1924. s uspjehom završava školovanje u Američkoj školi za djevojke u Teheranu. Određeno je vrijeme radila u istoj školi kao predavač. Zatim se zaposlila u knjižnici. Sa dvorca Pahlavija je 1926. godine dobila poziv da podučava šahovu ženu, ali je tu ponudu odbila. Godine 1934. vjenčala se sa svojim bratićem i četiri mjeseca kasnije, u pratnji svoga supruga, otišla u Kermanšah. Taj brak je potrajao samo deset tjedana nakon čega se ona vratila u očevu kuću u Teheran.
Tijekom nekoliko mjeseci 1938.—1939. godine radila je u knjižnici Visoke škole u Teheranu, danas Sveučilište Tarbiat Moalem (Pedagoška akademija). Godine 1941. u tridesetpetoj godini života, razboljela se od tifusne groznice i pada u krevet. Iste je godine i preminula. Sahranjena je u Grobnici svetih i časnih (pokraj svoga oca) u Komu. Neki vjeruju kako je Parvin Etesami bila u nemilosti vlade tog vremena i kako je ubijena u bolesničkoj postelji.

## Djelo
Parvin Etesami je imala osam godina kada je počela da pokazuje svoj pjesnički talenat. Na nagovor svog oca prepjevala je neka književna djela koja je on preveo iz zapadnih izvora. Neke od prvih njenih pjesama su objavljene 1921.—22. godine u perzijskom časopisu Bahar. Prvo izdanje njenog Divana (zbirke poezije) koje se sastojalo od 156 pjesama objavljeno je 1935. godine. Uvod za ovo delo napisao je čuveni pjesnik i znanstveni radnik Muhamed Tagi Bahar. Drugo izdanje Divana, koje je uredio Parvinin brat Abul-Fath Etesami, izdato je nedugo poslije njene smrti 1941. godine. Ovo izdanje sadržalo je ukupno 5.606 distihova podijeljenih u 209 pjesama različitih književnih vrsta kao što su mesnevija (rimovani distih), kasida (oda), gazela (ljubavna poezija), ket'a (strofična pjesma) i druge pjesničke forme.
Za vrijeme svog kratkog životnog vijeka, Parvin Etesami je uspjela da stekne veliku slavu među Irancima. Njena poezija po svojoj vrsti i strukturi slijedi klasičnu perzijsku tradiciju. Modernistički trendovi u perzijskoj poeziji nisu ostvarili utjecaja na nju, ili ih je možda ona ignorirala. Njen Divan sadrži oko 42 nenaslovljene kaside i ket'e (strofična pjesma). Ove pjesme prate didaktički i filozofski stil Sanaija i Nasera Hosroa. Nekoliko kasida pak pokazuju utjecaj pjesnika Manuchehrija, naročito kada je riječ o opisima prirode. Divan također sadrži i izvjestan broj gazela.
Prema mišljenju profesora Heshmata Moayyada, njena pjesma Safar-e ashk (Put suze) ubraja se među najljepše stihove perzijske poezije ikada napisane. Poetska vrsta koja je u najvećoj meri zastupljena u Divanu Parvin Etesami je monazara (debata). U ovoj formi napisala je 65 pjesama i 75 anegdota, basni i alegorija. 

## Vanjske povezice
- Poezija Parvine Etesami